# Milan Rakić
Milan Rakić (în sârbă Милан Ракић; n. 18 septembrie 1876, Belgrad, Principatul Serbiei – d. 30 iunie 1938, Zagreb, Regatul Iugoslaviei) a fost un poet, diplomat și academician sârb.
A cultivat versul dodecasilabic⁠(d) și hendecasilabic⁠(d), dobândind prin aceste structuri un ritm distinct și o armonie metrică excepțională. A fost un perfecționist, motiv pentru care a publicat doar trei colecții de poezii (1903, 1912, 1924), în care a explorat cu rigoare teme precum moartea, efemeritatea existenței și absurditatea condiției umane, într-un ton marcat de scepticism și ironie subtilă. Printre cele mai cunoscute poezii ale sale se numără Iskrena pesma (O piesă cinstită), Očajna pesma (O piesă disperată), Jefimija, Simonida și Na Gazi-Mestanu (La Gazi-Mestan). 
A fost ales membru al Academiei Regale Sârbe de Științe și Arte în 1934.

## Biografie

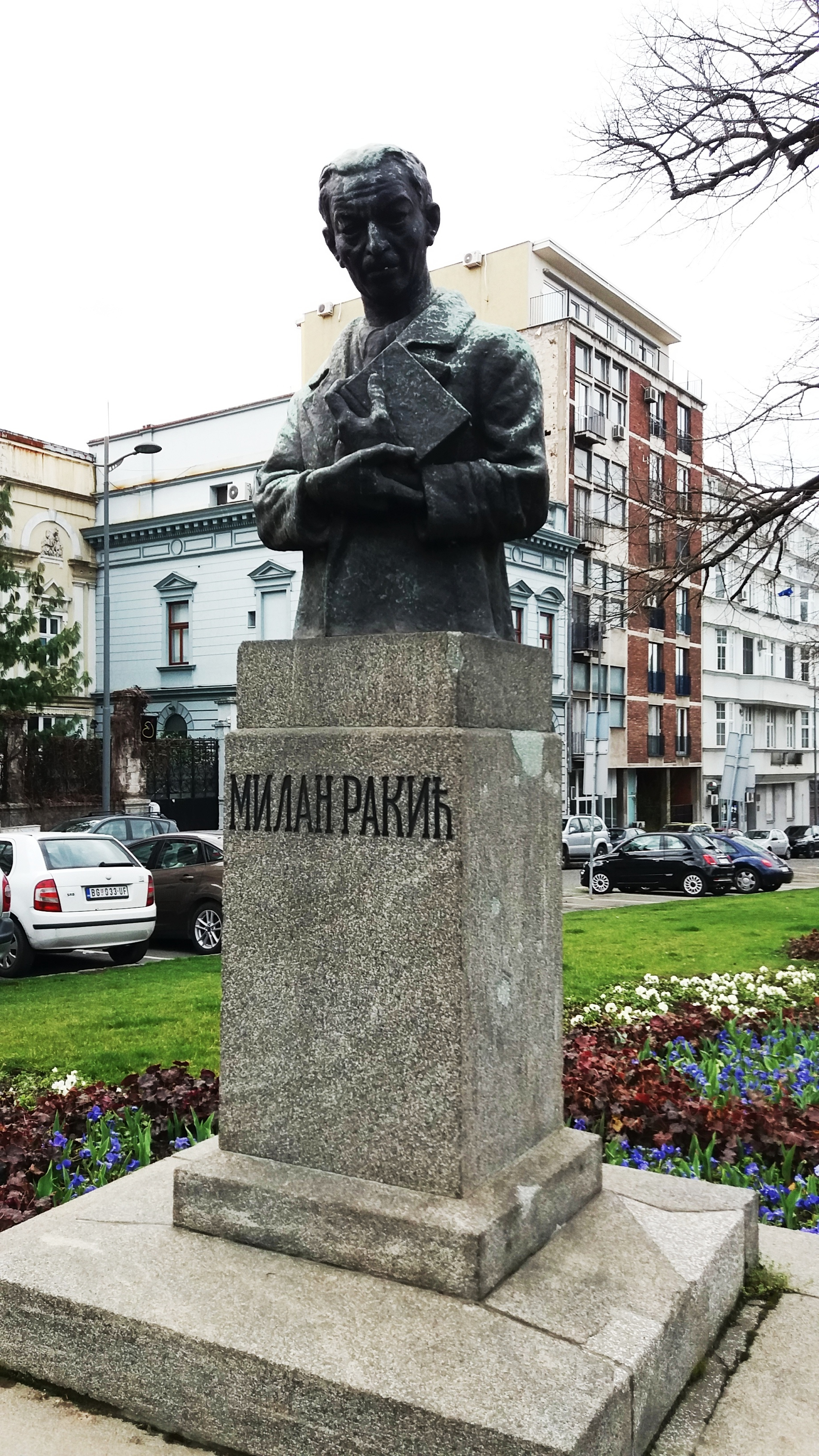
Bustul lui Milan Rakić în Belgrad

### Primii ani
Rakić s-a născut la 18 septembrie 1876 în Belgrad, fiind fiul lui Mita și Ana (născută Milićević). Tatăl său, educat în străinătate, a deținut funcția de ministru al Finanțelor al Serbiei (1888), iar mama sa era fiica scriitorului și istoricului sârb Milan Milićević.
A absolvit studiile primare și liceale în Belgrad, urmând apoi dreptul la Paris. Aici, alături de Jovan Dučić, a fost profund influențat de poeții simboliști francezi, ambii cultivând o profundă apreciere pentru cultura franceză și visând la o lume mai bună după război. După revenirea în patrie, și-a început cariera diplomatică în serviciul guvernului sârb, ulterior al Regatului Iugoslav, activând în această funcție până în ultimii ani de viață. Primul său post diplomatic a fost în Skopje, capitala Macedoniei Otomane în perioada tensionată a Luptei Macedonene, marcate de conflictele între sârbi, turci, comitagii bulgari, eteriști greci și kacak albanezi pentru supremație regională.

### Viața personală
Sora sa, Ljubica, a fost căsătorită cu Milan Grol, un intelectual și politician proeminent. Soția sa, Milica, provenea dintr-o familie ilustră, fiind fiica lui Ljubomir Kovačević, un istoric și politician sârb de renume.

### Moartea
A decedat prematur în 1938, la Zagreb, după o intervenție chirurgicală. A fost înmormântat cu onoruri de stat la Cimitirul Nou din Belgrad.

## Lucrări
- Colecție de Poezii, 1903
- Colecție de Poezii, 1912
- Colecție de Poezii, 1924